# Saison 1970-1971 de l'AS Saint-Étienne
Chronologie
Saison précédente Saison suivante
Cette page présente la saison 1970-1971 de l'AS Saint-Étienne. Le club évolue en Division 1, en Coupe de France et en Coupe des clubs champions.

## Résumé de la saison
- Le club termine 2e du championnat cette saison, à 4 points de l'Olympique de Marseille qui est champion de France
- La Coupe de France et la Coupe d'Europe n'auront pas souri cette saison avec des éliminations très rapides.
- Salif Keita termine 2e meilleur buteur du championnat avec un total, pourtant étonnant de 42 buts.
- Premières apparitions avec les pros d'Alain Merchadier, Pierre Repellini et Christian Synaeghel. Départ de Roland Mitoraj après 12 années passées avec les pros.

## Équipe professionnelle

### Transferts
Sont considérés comme arrivées, des joueurs n’ayant pas joué avec l’équipe 1 la saison précédente.
| Nom                  | Nationalité | Poste     | Transfert | Provenance/Destination       | Division      |
| -------------------- | ----------- | --------- | --------- | ---------------------------- | ------------- |
| Arrivées             |             |           |           |                              |               |
| Alain Merchadier     |             | Défenseur | Transfert | US Toulouse                  | Division 2    |
| Pierre Repellini     |             | Défenseur | -         |                              | Formé au club |
| Christian Sarramagna |             | Attaquant | -         | A Bayonne                    | Formé au club |
| Départs              |             |           |           |                              |               |
| Aimé Jacquet         |             | Milieu    | -         | Toujours au club, sans jouer | -             |
| José Pelletier       |             | Défenseur | Transfert | Boulogne                     | Division 2    |
| Roland Mitoraj       |             | Attaquant | Transfert | PSG                          | Division 2    |

### Championnat

#### Matchs allers
| Date       | N o | Adversaire             | Lieu | Résultat | Buteurs pour Saint-Étienne            | Points | Classement |
| ---------- | --- | ---------------------- | ---- | -------- | ------------------------------------- | ------ | ---------- |
| 12/08/1970 | J01 | FC Nantes              | Dom. | 2 -3     | Keita 1re 33e                         | 0      | 12         |
| 19/08/1970 | J02 | AS Angoulême           | Ext. | 1 – 1    | Keita 10e                             | 1      | 14         |
| 22/08/1970 | J03 | FC Sochaux             | Dom. | 1 - 0    | Burcklé 88e (csc)                     | 3      | 12         |
| 26/08/1970 | J04 | US Valenciennes-Anzin  | Ext. | 0 - 1    | Larqué 59e                            | 5      | 7          |
| 09/09/1970 | J06 | FC Metz                | Ext. | 2 – 2    | Revelli H. 26e 28e                    | 6      | 6          |
| 19/09/1970 | J07 | Stade de Reims         | Dom. | 3 - 1    | Revelli H. 9e, Keita 15e, Larqué 48e  | 8      | 2          |
| 22/09/1970 | J08 | SEC Bastia             | Ext. | 4 -2     | Revelli H. 8e, Keita 62e              | 8      | 6          |
| 03/10/1970 | J09 | Olympique lyonnais     | Dom. | 1 - 0    | Keita 15e                             | 10     | 3          |
| 10/10/1970 | J10 | Stade rennais UC       | Ext. | 0 - 3    | Keita 40e 62e, Larqué 75e             | 12     | 2          |
| 14/10/1970 | J11 | OGC Nice               | Dom. | 2 - 1    | Keita 3e, Larqué 10e                  | 14     | 1          |
| 18/10/1970 | J05 | Olympique de Marseille | Dom. | 2 - 1    | Herbin 16e, Sarramagna 68e            | 16     | 3          |
| 24/10/1970 | J12 | Bordeaux               | Ext. | 1 - 2    | Keita 44e 56e                         | 18     | 1          |
| 31/10/1970 | J13 | RC Strasbourg          | Dom. | 1 - 1    | Keita 23e 34e                         | 20     | 1          |
| 18/11/1970 | J14 | Red Star FC            | Ext. | 1 – 1    | Revelli H. 5e                         | 21     | 2          |
| 22/11/1970 | J15 | Nîmes Olympique        | Dom. | 0 – 0    | -                                     | 22     | 2          |
| 29/11/1970 | J16 | Angers SCO             | Dom. | 3 - 1    | Revelli H. 19e, Keita 36e, Bereta 72e | 24     | 1          |
| 06/12/1970 | J17 | CS Sedan Ardennes      | Ext. | 3 -1     | Keita 11e                             | 24     | 2          |
| 13/12/1970 | J18 | AS Nancy Lorraine      | Dom. | 4 - 1    | Keita 32e 67e, Revelli H. 44e 55e     | 26     | 2          |
| 20/12/1970 | J19 | AC Ajaccio             | Ext. | 1 – 1    | Herbin 35e                            | 27     | 2          |

#### Matchs retours
| Date       | N o | Adversaire             | Lieu | Résultat | Buteurs pour Saint-Étienne                                  | Points | Classement |
| ---------- | --- | ---------------------- | ---- | -------- | ----------------------------------------------------------- | ------ | ---------- |
| 31/01/1971 | J20 | AS Angoulême           | Dom. | 1 - 0    | Keita 54e                                                   | 29     | 2          |
| 14/02/1971 | J21 | FC Sochaux             | Ext. | 1 – 1    | Bosquier 89e                                                | 30     | 2          |
| 21/02/1971 | J22 | US Valenciennes-Anzin  | Dom. | 4 - 0    | Larqué 60e, Samardzic 66e, Bosquier 67e, Bereta 78e         | 32     | 2          |
| 06/03/1971 | J23 | Olympique de Marseille | Ext. | 2 – 2    | Keita 35e, Bereta 60e                                       | 33     | 2          |
| 10/03/1971 | J24 | FC Metz                | Dom. | 6 - 0    | Keita 3e 76e, Herbin 21e 63e, Revelli H. 73e, Bosquier 85e  | 35     | 1          |
| 20/03/1971 | J25 | Stade de Reims         | Ext. | 2 – 2    | Parizon 17e, Keita 80e                                      | 36     | 1          |
| 24/03/1971 | J26 | SEC Bastia             | Dom. | 6 - 0    | Keita 15e 33e 73e 85e, Broissart 29e, Bereta 48e            | 38     | 1          |
| 03/04/1971 | J27 | Olympique lyonnais     | Ext. | 1 - 2    | Bereta 18e, Revelli H. 69e                                  | 40     | 1          |
| 14/04/1971 | J28 | Stade rennais UC       | Dom. | 1 - 0    | Keita 46e                                                   | 42     | 1          |
| 17/04/1971 | J29 | OGC Nice               | Ext. | 0 – 0    | -                                                           | 43     | 1          |
| 28/04/1971 | J30 | RC Strasbourg          | Ext. | 1 -0     | -                                                           | 43     | 1          |
| 08/05/1971 | J31 | Bordeaux               | Dom. | 2 -3     | Keita 29e, Bereta 37e                                       | 43     | 1          |
| 15/05/1971 | J32 | Red Star FC            | Dom. | 2 - 1    | Larqué 15e, Keita 87e                                       | 45     | 1          |
| 18/05/1971 | J33 | Nîmes Olympique        | Ext. | 5 -3     | Larqué 13e, Parizon 60e, Sarramagna 75e                     | 45     | 2          |
| 22/05/1971 | J34 | Angers SCO             | Ext. | 2 – 2    | Keita 19e 21e                                               | 46     | 2          |
| 04/06/1971 | J35 | CS Sedan Ardennes      | Dom. | 8 - 0    | Keita 21e 26e 44e 58e 76e 80e , Herbin 70e , Sarramagna 89e | 48     | 2          |
| 11/06/1971 | J36 | AS Nancy Lorraine      | Ext. | 1 – 1    | Bereta 74e                                                  | 49     | 2          |
| 19/06/1971 | J37 | AC Ajaccio             | Dom. | 5 - 2    | Keita 16e 48e 70e 90e, Bereta 63e                           | 51     | 2          |
| 26/06/1971 | J38 | FC Nantes              | Ext. | 2 - 1    | Keita 90e                                                   | 51     | 2          |

#### Classement final
En cas d'égalité entre deux clubs, le premier critère de départage est la différence de buts.
| Rang | Équipe                   | Pts | J  | G  | N  | P  | Bp | Bc | Diff |
| ---- | ------------------------ | --- | -- | -- | -- | -- | -- | -- | ---- |
| 1    | Olympique de Marseille   | 55  | 38 | 23 | 9  | 6  | 94 | 48 | +46  |
| 2    | AS Saint-Étienne T       | 51  | 38 | 20 | 11 | 7  | 83 | 45 | +38  |
| 3    | FC Nantes                | 46  | 38 | 17 | 12 | 9  | 61 | 41 | +20  |
| 4    | Nîmes Olympique          | 45  | 38 | 17 | 11 | 10 | 68 | 54 | +14  |
| 5    | FC Girondins de Bordeaux | 40  | 38 | 16 | 8  | 14 | 58 | 51 | +7   |
| 6    | AC Ajaccio               | 40  | 38 | 16 | 8  | 14 | 54 | 52 | +2   |
| 7    | Olympique lyonnais       | 40  | 38 | 14 | 12 | 12 | 51 | 51 | 0    |
| 8    | FC Metz                  | 40  | 38 | 13 | 14 | 11 | 46 | 56 | -10  |
| 9    | Stade de Reims P         | 39  | 38 | 14 | 11 | 13 | 54 | 44 | +10  |
| 10   | FC Sochaux               | 38  | 38 | 14 | 10 | 14 | 58 | 55 | +3   |
| 11   | Stade rennais UC C       | 37  | 38 | 14 | 9  | 15 | 56 | 53 | +3   |
| 12   | Angers SCO               | 35  | 38 | 15 | 5  | 18 | 61 | 66 | -5   |
| 13   | AS Nancy Lorraine P      | 35  | 38 | 12 | 11 | 15 | 45 | 56 | -11  |
| 14   | OGC Nice P               | 34  | 38 | 12 | 10 | 16 | 48 | 55 | -7   |
| 15   | Red Star FC              | 33  | 38 | 11 | 11 | 16 | 46 | 65 | -19  |
| 16   | AS Angoulême             | 32  | 38 | 10 | 12 | 16 | 30 | 47 | -17  |
| 17   | SEC Bastia               | 32  | 38 | 12 | 8  | 18 | 52 | 83 | -31  |
| 18   | RC Strasbourg            | 31  | 38 | 13 | 5  | 20 | 54 | 63 | -9   |
| 19   | US Valenciennes-Anzin    | 29  | 38 | 10 | 9  | 19 | 47 | 59 | -12  |
| 20   | CS Sedan Ardennes        | 28  | 38 | 10 | 8  | 20 | 42 | 64 | -22  |

Victoire à 2 points
Qualifications européennes
Coupe des clubs champions européens
- 1er : 1er tour (1/16 de finale)

Coupe d'Europe des vainqueurs de coupe
- Vainqueur de la Coupe de France : 1er tour (1/16 de finale)

Coupe UEFA
- 2e, 3e et 4e : 1er tour (1/32 de finale)

Relégation
- 18e, 19e et 20e : relégation en Division 2

Abréviations
T : Tenant du titre

C : Vainqueur de la Coupe de France 1970-71

P : Promus de Division 2
- Les vainqueurs des trois groupes de D2, le Lille OSC, le Paris-Saint-Germain FC et l'AS Monaco FC, obtiennent la montée directe en D1.

### Coupe de France

#### Tableau récapitulatif des matchs
| Date       | N o                    | Adversaire         | Lieu                                  | Résultat | Buteurs pour Saint-Étienne            | Suite                               |
| ---------- | ---------------------- | ------------------ | ------------------------------------- | -------- | ------------------------------------- | ----------------------------------- |
| 07/02/1971 | 32èmes de finale       | US Toulouse        | Stade municipal de la Prairie, Alès   | 3 - 2    | Revelli P. 43e, Herbin 69e, Keita 72e | Qualifiés pour les 16èmes de finale |
| 28/02/1971 | 16èmes de finale       | Lille OSC          | Stade Bauer, Saint-Ouen               | 2 - 1 ap | Larqué 30e , Revelli H 106e           | Qualifiés pour les 8èmes de finale  |
| 04/04/1971 | 8èmes de finale aller  | Olympique lyonnais | Stade Geoffroy-Guichard,Saint-Étienne | 2- 0     | Revelli P. 23e, Keita 87e             | -                                   |
| 09/04/1971 | 8èmes de finale retour | Olympique lyonnais | Stade Gerland,Lyon                    | 3 -0 ap  | -                                     | Éliminés                            |

### Coupe d'Europe des Clubs Champions

#### Tableau récapitulatif des matchs
| Date       | N o                     | Adversaire | Lieu                                  | Résultat | Buteurs pour Saint-Étienne | Suite    |
| ---------- | ----------------------- | ---------- | ------------------------------------- | -------- | -------------------------- | -------- |
| 16/09/1970 | 16èmes de finale aller  | Cagliari   | Stade Sant'Elia,Cagliari              | 3 -0     | -                          | -        |
| 30/09/1970 | 16èmes de finale retour | Cagliari   | Stade Geoffroy-Guichard,Saint-Étienne | 1 - 0    | Larqué 33e                 | Éliminés |

### Statistiques

#### Équipe-type
| \| Carnus Farizon Durković Camérini Bosquier Herbin (Broissart) Larqué Bereta · Parizon Revelli Keita (Samardžić) \| Équipe-type de la saison 1970-1971 |
| Carnus Farizon Durković Camérini Bosquier Herbin (Broissart) Larqué Bereta · Parizon Revelli Keita (Samardžić)                                          |

#### Buteurs
| Place | Nom                  | Division 1 | Coupe de France | Coupe d'Europe des Clubs Champions | TOTAL des BUTS |
| 1     | Salif Keita          | 42 buts    | 2 buts          | -                                  | 44 buts        |
| 2     | Hervé Revelli        | 10 buts    | 1 but           | -                                  | 11 buts        |
| 3     | Jean-Michel Larqué   | 7 buts     | 1 but           | 1 but                              | 9 buts         |
| 4     | Georges Bereta       | 8 buts     | -               | -                                  | 8 buts         |
| 5     | Robert Herbin        | 5 buts     | 1 but           | -                                  | 6 buts         |
| 6     | Christian Sarramagna | 3 buts     | -               | -                                  | 3 buts         |
| 6     | Bernard Bosquier     | 3 buts     | -               | -                                  | 3 buts         |
| 8     | Patrick Parizon      | 2 buts     | -               | -                                  | 2 buts         |
| 8     | Patrick Revelli      | -          | 2 buts          | -                                  | 2 buts         |
| 10    | José Broissart       | 1 but      | -               | -                                  | 1 but          |
| 10    | Spasoje Samardžić    | 1 but      | -               | -                                  | 3 buts         |
| #     | contre son camp      | 1 but      | -               | -                                  | 2 buts         |
| Total | 11 buteurs           | 83 buts    | 7 buts          | 1 but                              | 91 buts        |

Date de mise à jour : le 25 mars 2015.

#### Affluences
295 552 spectateurs ont assisté à une rencontre au stade cette saison, soit une moyenne de 14 074 par match.
21 rencontres ont eu lieu à Geoffroy-Guichard durant la saison.

Affluence de l'AS Saint-Étienne à domicile

### Équipe de France
6 stéphanois auront les honneurs de l’Equipe de France cette saison : Georges Carnus et Bernard Bosquier (8 sélections), Georges Bereta (6 sélections) , Hervé Revelli (4 sélections) , Francis Camerini et Jean-Michel Larqué (1 sélection).
| Joueurs            | Position  | Date       | Lieu          | Adversaire      | Type rencontre                     | Score | Temps de jeu | Buts    |
| Georges Carnus     | Gardien   | 05.09.1970 | Nice          | Tchécoslovaquie | Amical                             | 3 - 0 | 90           | -       |
| Georges Carnus     | Gardien   | 07.10.1970 | Vienne        | Autriche        | Amical                             | 1- 0  | 90           | -       |
| Georges Carnus     | Gardien   | 11.11.1970 | Lyon          | Norvège         | Eliminatoires Championnat d’Europe | 3 - 1 | 90           | -       |
| Georges Carnus     | Gardien   | 15.11.1970 | Bruxelles     | Belgique        | Amical                             | 1 - 2 | 90           | -       |
| Georges Carnus     | Gardien   | 08.01.1971 | Bueno Aires   | Argentine       | Amical                             | 3 - 4 | 90           | -       |
| Georges Carnus     | Gardien   | 13.01.1971 | Mar del Plata | Argentine       | Amical                             | 2 - 0 | 90           | -       |
| Georges Carnus     | Gardien   | 17.03.1971 | Valence       | Espagne         | Amical                             | 2 – 2 | 90           | -       |
| Georges Carnus     | Gardien   | 24.04.1971 | Budapest      | Hongrie         | Eliminatoires Championnat d’Europe | 1 – 1 | 90           | -       |
| Bernard Bosquier   | Défenseur | 05.09.1970 | Nice          | Tchécoslovaquie | Amical                             | 3 - 0 | 90           | 42e     |
| Bernard Bosquier   | Défenseur | 07.10.1970 | Vienne        | Autriche        | Amical                             | 1- 0  | 90           | -       |
| Bernard Bosquier   | Défenseur | 11.11.1970 | Lyon          | Norvège         | Eliminatoires Championnat d’Europe | 3 - 1 | 90           | -       |
| Bernard Bosquier   | Défenseur | 15.11.1970 | Bruxelles     | Belgique        | Amical                             | 1 - 2 | 90           | -       |
| Bernard Bosquier   | Défenseur | 08.01.1971 | Bueno Aires   | Argentine       | Amical                             | 3 - 4 | 90           | -       |
| Bernard Bosquier   | Défenseur | 13.01.1971 | Mar del Plata | Argentine       | Amical                             | 2 - 0 | 90           | -       |
| Bernard Bosquier   | Défenseur | 17.03.1971 | Valence       | Espagne         | Amical                             | 2 – 2 | 90           | -       |
| Bernard Bosquier   | Défenseur | 24.04.1971 | Budapest      | Hongrie         | Eliminatoires Championnat d’Europe | 1 – 1 | 90           | -       |
| Francis Camerini   | Défenseur | 24.04.1971 | Budapest      | Hongrie         | Eliminatoires Championnat d’Europe | 1 – 1 | 90           | -       |
| Georges Bereta     | Attaquant | 05.09.1970 | Nice          | Tchécoslovaquie | Amical                             | 3 - 0 | 90           | -       |
| Georges Bereta     | Attaquant | 07.10.1970 | Vienne        | Autriche        | Amical                             | 1- 0  | 90           | -       |
| Georges Bereta     | Attaquant | 08.01.1971 | Bueno Aires   | Argentine       | Amical                             | 3 - 4 | 82           | -       |
| Georges Bereta     | Attaquant | 13.01.1971 | Mar del Plata | Argentine       | Amical                             | 2 - 0 | 69           | -       |
| Georges Bereta     | Attaquant | 17.03.1971 | Valence       | Espagne         | Amical                             | 2 – 2 | 90           | -       |
| Georges Bereta     | Attaquant | 24.04.1971 | Budapest      | Hongrie         | Eliminatoires Championnat d’Europe | 1 – 1 | 90           | -       |
| Hervé Revelli      | Attaquant | 07.10.1970 | Vienne        | Autriche        | Amical                             | 1- 0  | 45           | -       |
| Hervé Revelli      | Attaquant | 08.01.1971 | Bueno Aires   | Argentine       | Amical                             | 3 - 4 | 46           | 89e     |
| Hervé Revelli      | Attaquant | 17.03.1971 | Valence       | Espagne         | Amical                             | 2 – 2 | 90           | 14e 54e |
| Hervé Revelli      | Attaquant | 24.04.1971 | Budapest      | Hongrie         | Eliminatoires Championnat d’Europe | 1 – 1 | 90           | 64e     |
| Jean-Michel Larqué | Milieu    | 07.10.1970 | Vienne        | Autriche        | Amical                             | 1- 0  | 12           | -       |

4 stéphanois a eu les honneurs de l’Equipe de France Espoirs cette saison : Patrick Parizon (6 sélections), Christian Sarramagna (3 sélections), Jean-Michel Larqué (2 sélections) , Francis Camerini (1 sélection) 
| Joueurs              | Position  | Date       | Lieu              | Adversaire      | Type rencontre | Score | Temps de jeu | Buts |
| Christian Sarramagna | Attaquant | 16.09.1970 | Prague            | Tchécoslovaquie | Amical         | 0 - 2 | 85           | -    |
| Christian Sarramagna | Attaquant | 11.11.1970 | Alès              | Norvège         | Amical         | 0 – 0 | 78           | -    |
| Christian Sarramagna | Attaquant | 14.11.1970 | Brest             | Belgique B      | Amical         | 1 – 1 | 65           | -    |
| Patrick Parizon      | Attaquant | 16.09.1970 | Prague            | Tchécoslovaquie | Amical         | 0 - 2 | 5            | -    |
| Patrick Parizon      | Attaquant | 06.10.1970 | Nancy             | Autriche        | Amical         | 2 – 2 | 72           | -    |
| Patrick Parizon      | Attaquant | 11.11.1970 | Alès              | Norvège         | Amical         | 0 – 0 | 90           | -    |
| Patrick Parizon      | Attaquant | 14.11.1970 | Brest             | Belgique B      | Amical         | 1 – 1 | 90           | -    |
| Patrick Parizon      | Attaquant | 18.03.1971 | Montpellier       | Espagne         | Amical         | 1 - 0 | 90           | -    |
| Patrick Parizon      | Attaquant | 23.04.1971 | Le Petit-Quevilly | Hongrie         | Amical         | 1 – 1 | 90           | -    |
| Francis Camerini     | Défenseur | 06.10.1970 | Nancy             | Autriche        | Amical         | 2 – 2 | 90           | -    |
| Jean-Michel Larqué   | Milieu    | 14.11.1970 | Brest             | Belgique B      | Amical         | 1 – 1 | 90           | -    |
| Jean-Michel Larqué   | Milieu    | 23.04.1971 | Le Petit-Quevilly | Hongrie         | Amical         | 1 – 1 | 90           | 29e  |